# 10062 Kimhay
A 10062 Kimhay (ideiglenes jelöléssel (10062) 1988 RV4) a Naprendszer kisbolygóövében található aszteroida. Henri Debehogne fedezte fel 1988. szeptember 1-jén.

## Kapcsolódó szócikk
- Kisbolygók listája (10001–10500)